# 1619
Évszázadok: 16. század – 17. század – 18. század
Évtizedek: 1560-as évek – 1570-es évek – 1580-as évek – 1590-es évek – 1600-as évek – 1610-es évek – 1620-as évek – 1630-as évek – 1640-es évek – 1650-es évek – 1660-as évek
Évek: 1614 – 1615 – 1616 – 1617 –  1618 – 1619 – 1620 – 1621 – 1622 – 1623 – 1624

## Események

### Határozott dátumú események
- május 26-ára hívta össze a király a magyar országgyűlést Pozsonyba.[1]
- augusztus 26. – A cseh korona országainak rendjei V. Frigyes pfalzi választófejedelmet választják királlyá.[2]
- augusztus 26. – II. Ferdinándot német-római császárrá választják.[3]
- szeptember 6. – Két jezsuita pap és egy volt jezsuita diák, esztergomi kanonok, vértanúhalált szenvedtek Kassán, mert nem tagadták meg katolikus hitüket.[4]
- október 14. – Pozsony – és az ott őrzött királyi korona – Bethlen kezére kerül.[2]
- november 11. – Bethlen országgyűlést hirdet Pozsonyba. (II. Ferdinánd leiratban a tanácskozásokat nem ismeri el országgyűlésnek, amely száműzi a katolikus egyházi rendet.)[2]
- november 27. – Bethlen Gábor erdélyi fejedelem csapatai elfoglalják Bécs elővárosát.[5]

### Határozatlan dátumú események
- az év folyamán –
  - A kapucinusok önálló renddé válnak.[6]
  - A délkelet-ázsiai Jáva szigeten alapított Batávia lesz a Holland Kelet-indiai Társaság központja.[7]

## Születések
- március 6. – Cyrano de Bergerac, francia katona, író († 1655)
- augusztus 29. – Jean-Baptiste Colbert, XIV. Lajos francia király minisztere († 1683)
- december 28. – Antoine Furetière jogász, francia költő, mese- és regényíró, szótárkészítő († 1688)

## Halálozások
- március 20. – II. Mátyás osztrák császár, magyar király[8]

```
(* 
1557
)
```